# Vaudancourt
Vaudancourt là một xã thuộc tỉnh Oise trong vùng Hauts-de-France phía bắc nước Pháp. Xã này nằm ở khu vực có độ cao trung bình 135 mét trên mực nước biển.